# Rondeletia virgata
Rondeletia virgata är en måreväxtart som beskrevs av Olof Swartz. Rondeletia virgata ingår i släktet Rondeletia och familjen måreväxter. Inga underarter finns listade i Catalogue of Life.